# Hyliker
Hyliker (altgriechisch ὑλικός hylikós „stofflich, körperlich“, von ὕλη hýlē „Holz, [Bau-]Stoff“) oder auch Sarkiker (von σάρξ sarx „Fleisch, Körper“), wie etwa bei Paulus in 1 Kor 3,3  nannte man in einigen gnostischen Richtungen des frühen Christentums, besonders in den Lehren des Valentinus, jene Menschen, die ganz der Materie und dem irdischen Dasein verfallen waren und dadurch in ewiger Unwissenheit über das Seelenheil lebten, sie hätten keinen Sinn für das Spirituelle.
Das Weltmodell des valentianisch-gnostischen Mythos und das seiner Anhänger teilte die Menschen in Gruppen ein. Hierzu verwendete er eine dreiteilige anthropologische Struktur. Je nach dem vorherrschenden Wesensbestandteil im Menschen wurden „Hyliker“, „Psychiker“ und „Pneumatiker“ unterschieden. Mit modernen Vorstellungen könnte man den Hyliker als einen materiellen Menschen deuten. Psychiker, seelische Menschen, waren ihrer Ansicht nach Menschen, die zu Glauben und sittlicher Einsicht fähig seien, aber nicht zur Erkenntnis Gottes (dem „spirituellen Prinzip“). Für Hyliker konnte es keine Erlösung geben, der die Pneumatiker (die „Geistigen“) unmittelbar teilhaftig waren und für die Psychiker (die „Seelischen“) durch entsprechende Belehrung zumindest in Aussicht gestellt war. Ausschließlich den Pneumatikern (Geistesmenschen) schrieben die Valentinianer Zugang zum höchsten Wissen und direkter Gotteserkenntnis zu.
Irenäus von Lyon (Kirchenvater und Bischof, † um 200) berichtet:

„Es gibt also dreierlei Menschen: geistige, materielle und seelische, wie Kain, Abel und Seth; aus diesen weisen sie die drei Naturen nicht mehr für den einzelnen, sondern für die ganzen Gattungen nach. Die materielle Gattung geht einfach zugrunde; die seelische wird, wenn sie den bessern Teil erwählt, an dem Ort der Mitte ausruhen, wenn sie aber das Schlechtere erwählt, wird ihr nach ihrem Wunsch geschehen; das Geistige aber, das die Achamoth von ehemals bis jetzt in die Seelen der Gerechten einpflanzte, das wird hienieden erzogen und ernährt, weil es ja unmündig entlassen wurde, später aber der Vollendung gewürdigt, indem es als Braut den Engeln des Heilandes übergeben wird, während ihre Seelen notwendigerweise in dem Ort der Mitte bei dem Demiurgen auf ewig ausruhen werden. Aber auch die seelischen Seelen zerfallen wieder in zwei Abteilungen: die einen sind von Natur gut, die andern böse. Nur die guten sind fähig, den Samen aufzunehmen, die von Natur bösen werden ihn niemals empfangen.“

Dabei sind nicht alle Menschen als spirituelle Pneumatiker reif für die Gnosis und ihre Befreiung. Einige bleiben erdgebundene, materialistische Hyliker, die nur ihre physische und materielle Realität kennen. Andere lebten großenteils aus ihrer Psyche als Psychiker, die einen Sinn für das Geistig-Seelische entwickelt haben, sind aber noch nicht auf der letzten Stufe. Letztere verwechseln den Demiurgen gewöhnlich mit dem Wahren Gott und so fehlt ihnen das Gespür und Vorstellung für eine spirituelle Welt jenseits ihres Daseins.